# Чардаш

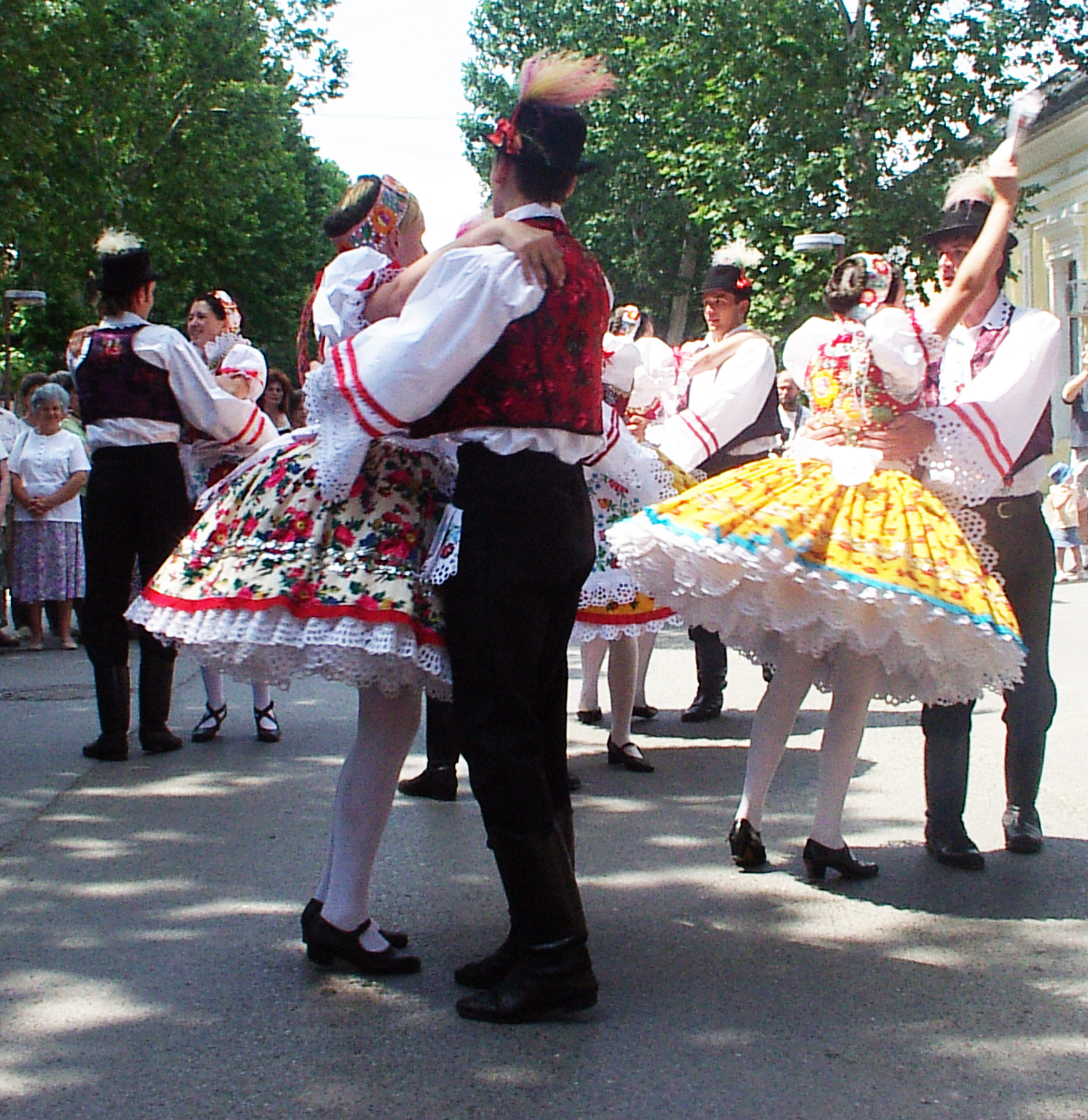
Чардаш

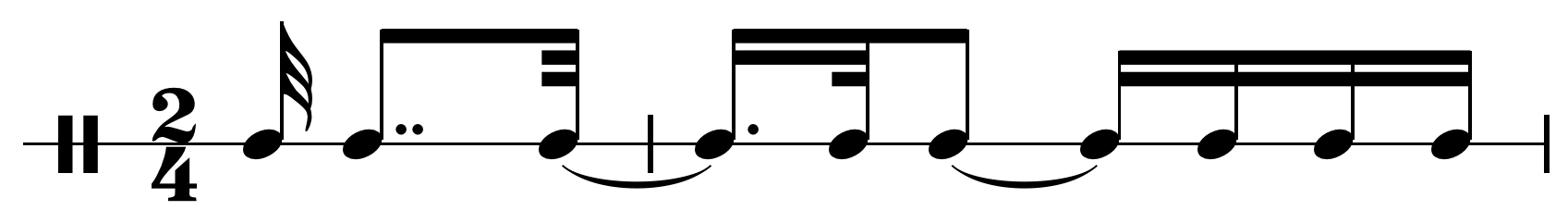
Ритм Чардаш.

Ча́рдаш (угор. csárdás, від csárda — «шинок, корчма») — традиційний угорський народний танець з музичним розміром 2/4 або 4/4.
Назва походить від угор. csárda — заїжджий двір, корчма. З'явившись в Угорщині, чардаш був поширений циганськими музичними ансамблями по близьких країнах і регіонах: Воєводина, Словаччина, Словенія, Хорватія, Трансільванія і Моравія, Закарпаття і Галичина. Про походження танцю існують різні думки. На одну думку, його походження може бути пов'язане з угорським музичним стилем вербункошем (від нім. Werbung — вербування), поширеному в угорській армії в XVIII столітті. На думку інших, чардаш з'явився з танцю гайдуків.
Відмітною ознакою чардашу є значна варіація його темпу. Танець, починаючись з повільного ліричного вступу танцю по колу (лашшу), завершується у вкрай швидкому, стрімкому ритмі парного танцю (фріш). Існують також інші варіації темпу: csárdás, sűrű csárdás і szökős csárdás. Для чардашу характерні гостра, часто синкопована ритміка, віртуозна імпровізація.
Чардаш танцюють чоловіки й жінки. Жінки одягнені в традиційні широкі спідниці, зазвичай яскраво червоного кольору, які під час кружляння набувають характерної форми.
До тематики чардашу зверталися у своїй творчості такі класичні композитори як Ліст Ференц, Вітторіо Монті, Йоганнес Брамс, Йоганн Штраус, Чайковський Петро Ілліч та інші.
З 30-х років XIX ст. був найпопулярнішим як бальний танець; як народний танець існує в Угорщині й донині. Чардашами є, наприклад, популярні українські народні пісні «Заспіваймо пісню веселеньку» («Сусідка») та «Чорна кура».